# Tüschenbroicher Wald
Koordinaten: 51° 7′ 25″ N, 6° 16′ 9″ O

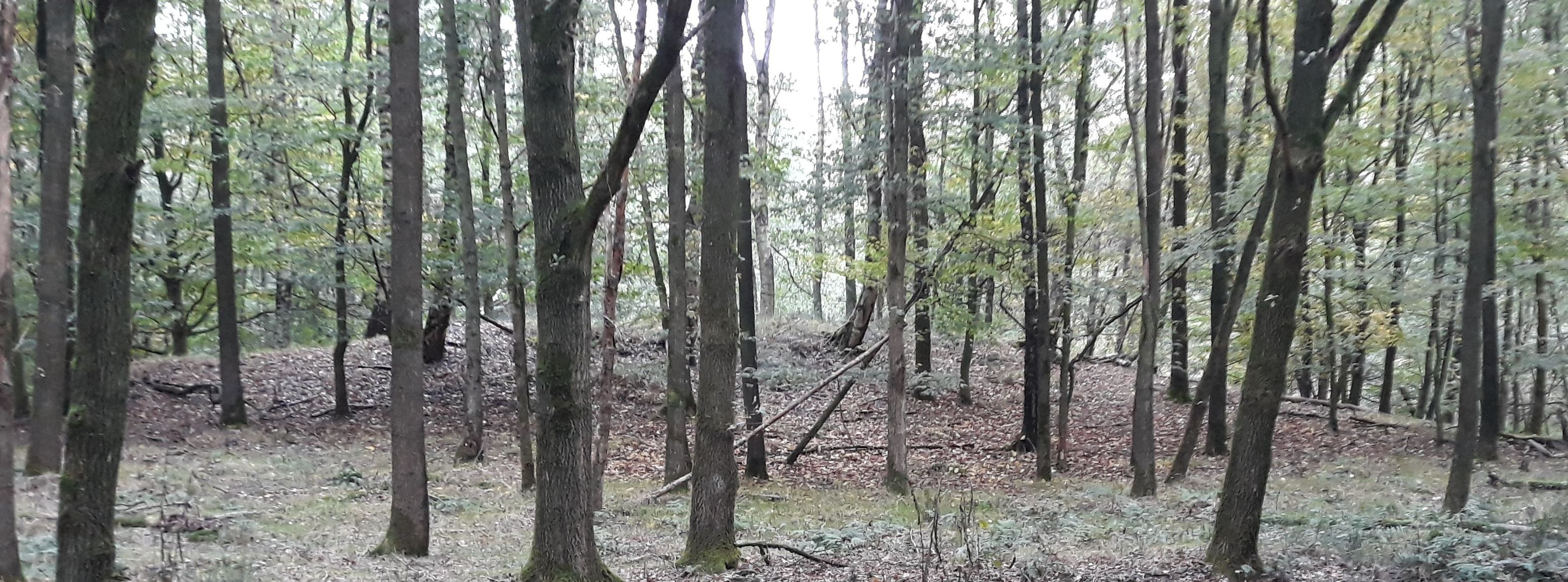
Naturschutzgebiet Tüschenbroicher Wald (Oktober 2019)

Das Naturschutzgebiet Tüschenbroicher Wald liegt auf dem Gebiet der Städte Erkelenz und Wegberg im Kreis Heinsberg in Nordrhein-Westfalen.
Das Gebiet erstreckt sich nordwestlich der Kernstadt Erkelenz, südlich der Kernstadt Wegberg und östlich des Wegberger Ortsteils Tüschenbroich.

## Bedeutung
Das etwa 108,2 ha große Gebiet wurde im Jahr 2003 unter der Schlüsselnummer HS-017 unter Naturschutz gestellt. Schutzziele sind
- die Erhaltung der weitflächig verzweigten Bachauen mit Bruchwäldern, Großseggenriedern, sowie Still- und Fließgewässern mit Röhrichtbeständen als bedeutender Lebensraum einer großen Zahl bedrohter Pflanzen- und Tierarten wie Königsfarn, Eisvogel und Schilfrohrsänger,
- die Wiederherstellung eines naturnahen Laubwaldes mit bodenständigem Baumbestand aus Buchen, Stieleichen und Birken als Vernetzungs-Biotop und Arrondierungsfläche innerhalb des naturschutzwürdigen Schwalmtales und
- die Erhaltung und Entwicklung eines innerhalb des Schwalmtales gelegenen Gewässers als Lebensraum für Wasservögel, Amphibien, Libellen und Wasserinsekten.[2]